# ジョヴァンナ・ディ・サヴォイア
ジョヴァンナ・ディ・サヴォイア（イタリア語: Giovanna di Savoia, 1907年11月13日 - 2000年2月26日）は、ブルガリア王ボリス3世の妃（ツァリーツァ）。ブルガリア語ではイオアンナ（またはヨアンナ）・サヴォイスカ（Йоанна Савойска / Ioanna Savoiska）と呼ばれた。

## 生涯
イタリア王ヴィットーリオ・エマヌエーレ3世とその妃でモンテネグロ王ニコラ1世の娘であるエレナの間の第4子（三女）としてローマで生まれ、ヴィラ・サヴォイアで育った。ジョヴァンナは幼い頃から、政略結婚の駒としてサヴォイア家の繁栄を支えるという自身の使命を自覚していた。
1930年10月、アッシジにおいてブルガリア国王ボリス3世と結婚した。婚礼は花嫁の宗派であるカトリックの儀礼に則ったものであり、国家統領のベニート・ムッソリーニも出席した。この結婚は結果的に見ればイタリアに何の利益ももたらさなかったが、ジョヴァンナの母・エレナがスラヴ人（モンテネグロ出身）ということもあり、ブルガリア国民は新王妃を快く歓迎した。ジョヴァンナはブルガリアの首都ソフィアに到着すると、夫の宗派である正教会の儀礼に則った2度目の婚礼を挙げたが、カトリック教会は2度目の婚礼に不快感を示した。結婚後、ジョヴァンナはブルガリア語読みのイオアンナ（Йоанна）という名前を使うようになった。1933年には長女のマリヤ・ルイザが、1937年には長男で王太子のシメオンが生まれた。
イオアンナはブルガリア王妃として、小児科病院に融資を行うなどの慈善活動に熱心に取り組んだ。第二次世界大戦が始まると、イオアンナは多数のユダヤ人たちをアルゼンチンに避難させるために必要な通行ビザを発行させるなど、枢軸国側に靡きがちな夫ボリス3世に対するバランサーの役割を果たした。やがてボリス3世は見かけよりも、ドイツ総統アドルフ・ヒトラーに従順でないことを示し始めたが、1943年8月にベルリンでヒトラーと会談して帰国した直後に急死した。公式発表では死因は心臓発作とされたが、ヒトラーによる毒殺を疑う声がブルガリア国内で高まっていった。イオアンナの幼い息子シメオンが王位を継承し、ボリス3世の弟で親独的と見なされていたプレスラフ公キリルが、幼い国王の摂政に就任した。
大戦末期、ブルガリアはソビエトの侵攻を受け、クーデターの勃発で親独政権が倒された。摂政公キリル王子は1945年に人民法廷で有罪を宣告されて処刑された。イオアンナと2人の子供たちは1946年までソフィア郊外のヴラナ宮殿で軟禁状態に置かれていたが、新しく成立した共産党政権はシメオン2世とその家族に48時間以内に国外に退去するよう命じた。
イオアンナは子供たちを連れ、両親の亡命先であるエジプトのアレクサンドリアに逃れ、ついでマドリードに移住した。1962年にシメオン2世がスペイン貴族出身のマルガリータ・ゴメス＝アセボ・イ・セフエラと結婚し、イオアンナはポルトガルのエストリルに移り、ブルガリアで社会主義政権が崩壊した後の1993年にボリス3世の墓を詣でた以外にブルガリアに居住することはなく、この地で生涯を全うした。
2000年に死去。遺骸はイタリア中部のアッシジに葬られた。